# World (Bee Gees)
World è una canzone dei Bee Gees, estratta come secondo singolo dall'album Horizontal, pubblicato nel 1967 nel Regno Unito.
Nonostante l'enorme successo ottenuto dal singolo in Europa, la Atco Records non pubblicò il singolo negli Stati Uniti. La Atco infatti aveva estratto un terso singolo dall'album Bee Gees 1st, Holiday, al posto di Massachusetts. Considerando il successo di Massachusetts il singolo fu pubblicato al posto di World, usando lo stesso lato B Sir Geoffrey Saved the World.
La principale parte cantata del brano si divide fra Barry Gibb (ritornello e secondo verso) e Robin Gibb (primo verso e ritornello finale). L'arrangiamento del brano era invece di Bill Shepherd.

## Tracce
1. World
2. Sir Geoffrey Saved the World